# Маликов, Исмаилжан Махамаджанович
Исмаилжан Махамаджанович Маликов (19 января 1973) — советский и киргизский футболист, выступавший на всех позициях в поле. Лучший бомбардир чемпионата Кыргызстана 1999 года.

## Биография
Начал выступать на взрослом уровне в последнем сезоне первенства СССР во второй лиге за «Навруз» (Андижан). После распада СССР продолжал в течение нескольких лет играть в чемпионате Узбекистана за «Навруз»/«Андижан», в 1992—1997 годах сыграл 90 матчей и забил 10 голов в высшей лиге. На короткие периоды переходил в клубы чемпионата Кыргызстана — в 1992 году играл за «Спартак» (Токмак), а в 1995 году — за «Динамо» (Ош).
В конец 1990-х годов вернулся в Кыргызстан. В 1999 году выступал за «Жаштык-Ак-Алтын» и стал лучшим бомбардиром чемпионата Кыргызстана с 16 голами и со своей командой завоевал бронзовые медали. На следующий год выступал за «Динамо-Алай» (Ош), стал финалистом Кубка Кыргызстана и лучшим бомбардиром своего клуба с 10 голами.
С 2002 года снова играл за «Жаштык-Ак-Алтын» до расформирования команды в 2010 году. Становился чемпионом страны (2003), серебряным (2002) и бронзовым (2004, 2005, 2006, 2007, 2009) призёром, финалистом Кубка Кыргызстана (2002, 2003, 2004, 2005, 2006, 2008). В этот период в основном играл на позиции защитника.